# Siméon de Durham
Siméon (en angl. Symeon ou Simeon) de Durham, connu en latin sous le nom de Simeon monachus dunelmensis (actif entre 1100 et 1150), est un moine bénédictin et historien anglais de la cathédrale de Durham.

## Œuvres
Il est l'auteur présumé de deux textes historiques particulièrement importants pour l'histoire anglo-saxonne et anglo-danoise du nord de l'Angleterre (la Northumbrie). Toutefois dans les deux cas sa paternité n'est pas certaine, et a été contestée par le passé.

### Historia Dunelmensis Ecclesiæ
L'Historia Dunelmensis Ecclesiæ (« Histoire de l'Église de Durham ») couvre l'histoire de l'évêché de Durham de sa fondation, par saint Aidan de Lindisfarne, en 635 jusqu'à la mort de l'évêque Guillaume de Saint-Calais, en l'année 1096. Elle a dû être composée entre 1104 et 1108 sur les ordres de ses supérieurs. Le manuscrit original est conservé à Durham dans la Bibliothèque Cosin. Elle comporte quatre livres divisés en chapitres ; l'auteur y respecte l'ordre chronologique. L'ouvrage a connu deux continuations anonymes : la première couvre les années de 1096 jusqu'à la mort de Ranulf Flambard (1129) ; la seconde s'étend de 1133 à 1144. Un manuscrit de Cambridge contient une troisième continuation couvrant la période 1145-1154. Les plus anciennes copies de cette chronique qui nous sont parvenues l'intitulent Libellus de exordio atque procursu istius hoc est Dunhelmensis ecclesie (« Traité sur l'origine et les progrès de l'Église de Durham »). Le titre raccourci Historia Dunelmensis ecclesiae, favorisé par les éditeurs du XIXe siècle, vient d'une édition de Roger Twysden de 1652.

### Historia Regum Anglorum et Dacorum
L'Historia Regum Anglorum et Dacorum (Histoire des rois anglais et danois) est une compilation d'annales, de légendes et d'extraits des travaux d'autres auteurs. Elle prend exactement la suite de l’Historia ecclesiastica gentis anglorum (Histoire ecclésiastique du peuple anglais) de Bède le Vénérable, couvrant une période allant de 616 à 1129.
Elle comprend plusieurs éléments distincts :
1. des légendes du Kent du VIIe et VIIIe siècles, notamment sur les martyrs Æthelberht et Æthelred ;
2. des récits sur les rois de Norhumbrie depuis le milieu du VIe siècle jusqu'à 737 ;
3. du matériel venant principalement de Bède ;
4. des annales couvrant les années 732 à 802 provenant d'une source northumbrienne perdue ;
5. des annales couvrant les années 849 à 887 basées sur l'œuvre d'Asser ;
6. des annales couvrant les années 888 à 957 ;
7. des extraits du Gesta regum Angliæ de Guillaume de Malmesbury ;
8. des annales couvrant les années 848 à 1118, basé principalement sur la chronique de Jean de Worcester ;
9. des annales couvrant les années 1119 à 1129, qui contiennent du matériel original[2].

L'attribution de la paternité de cette œuvre à Siméon de Durham repose sur une référence faite après 1129 par un autre moine.

### Critiques
Pour son époque, Siméon écrit avec aisance et perspicacité ; mais il est surtout apprécié pour son travail de compilateur et de copiste.
À travers ces deux œuvres, il essaie de démontrer la continuité des traditions religieuses de la communauté de Saint-Cuthbert de Durham. En réalité, il n'y a pas eu de présence ecclésiastique à Durham pendant au moins trois siècles, jusqu'à l'arrivée d'une communauté à la fin du XIe siècle.
D'autres œuvres lui ont été attribuées, mais sans certitude, comme The Translation of St. Cuthbert (Le déplacement [des reliques] de saint Cuthbert [dans la cathédrale de Durham]). Elles ont été éditées, avec d'autres écrits d'attribution incertaine, dans le recueil des Scriptores decem de Roger Twysden (1652). La plus complète édition moderne est celle de Thomas Arnold (Rolls series, 2 vol., 1882-1885).
L'originalité des Annales de Northumbrie, l'une des sources que Simeon a utilisées pour son Historia Regum, a été examinée par les historiens John Hodgson-Hinde (dans la préface qu'il a rédigée à son édition des Symeonis Dunelmensis opera) et R. Pauli dans Forschungen zur deutschen Geschichte, xii. pp. 137 sqq. (Göttingen, 1872).

## Sources primaires
- Arnold, Thomas, ed. Symeonis monachi opera omnia. 2 vols. (Rerum Britannicarum Medii Aevi Scriptores, 75), 1882-5.
- Rollason, David W., ed. et trad. Symeon of Durham: Libellus de Exordio atque Procursu istius, hoc est Dunhelmensis, Ecclesie / Tract on the origins and progress of this the Church of Durham (Oxford : Clarendon Press, 2000), xcv, 353 p.  (ISBN 0-19-820207-5).

## Études
- Blair, Peter Hunter. "Some observations on the Historia Regum attributed to Symeon of Durham", in Celt and Saxon: studies in the early British border, ed. Nora K. Chadwick (Cambridge, 1963), 63-118.
- Schnith, Karl. "Von Symeon von Durham zu Wilhelm von Newburgh: Wege der englischen 'Volkgeschichte' im 12. Jahrhundert", in Speculum historiale, dir. C. Bauer et al. (Freiburg and Munich, 1965), 242-56.
- Offler, Hilary Seton. "Hexham and the Historia Regum". Transactions of the Architectural & Archaeological Society of Durham & Northumberland n.s. 2 (1970), 51-62.
- Lapidge, Michael. "Byrhtferth of Ramsey and the early sections of the Historia Regum attributed to Symeon of Durham", Anglo-Saxon England 10 (1982), 97-122.  (ISSN 0263-6751 et 1474-0532).
- Johnson-South, Ted. "The Norman conquest of Durham: Norman historians and the Anglo-Saxon community of St Cuthbert", Haskins Society Journal 4 (1993 pour 1992), 85-95.  (ISSN 0963-4959).
- Rollason, David W. "Symeon of Durham and the community of Durham in the eleventh century", in England in the eleventh century: proceedings of the 1990 Harlaxton symposium (Harlaxton Medieval Studies, 2), dir. Carola Hicks (Stamford, 1992), 183-98.
- Rollason, David W., dir. Symeon of Durham: historian of Durham and the North (Stamford : Shaun Tyas, 1998), xix, 362 p.
- Chai-Elsholz, Raeleen. "Symeon of Durham and the memoria of Bede". Pecia : ressources en médiévistique 8-11 (2005), 425-38.  (ISSN 1761-4961).

### Sources citées
- (en) « Siméon de Durham », dans Encyclopædia Britannica [détail de l’édition], 1911 (lire sur Wikisource).
- « Simeon of Durham », Christopher Tyerman, Who's Who in Early Medieval England, 1066-1272, Shepheard-Walwyn, 1996 (ISBN 0856831328), p. 106-107, Source principale de l'auteur : A. Gransden, Historical Writing in England c.550-c.1307, 1974.
- Bernard Meehan, « Symeon of Durham (fl. c.1090–c.1128) », dans Oxford Dictionary of National Biography, Oxford University Press, 2004. Accédé en novembre 2008.